# بورخا برادو
بورخا برادو (بالإسبانية: Borja Prado)‏ هو شخصية أعمال إسباني، ولد في 1956 في مدريد في إسبانيا.